# Tau2 Lupi
Tau2 Lupi (τ2 Lupi, τ2 Lup) è una stella binaria situata nella costellazione del Lupo. La stella, così come altre stelle della costellazione del Lupo, è un membro dell'associazione stellare Scorpius-Centaurus, e più precisamente del sottogruppo Centauro superiore-Lupo. Situata a circa 319 anni luce dal sistema solare, come calcolato dalla parallasse misurata da Hipparcos, la sua magnitudine apparente pari a +4,34 fa sì che questa stella sia visibile a occhio nudo nell'emisfero australe.

## Caratteristiche fisiche
Diverse osservazioni hanno permesso di determinare che Tau2 Lupi è una stella binaria visuale, ossia una stella binaria le cui componenti sono sufficientemente separate perché si possa osservarle con il telescopio o persino con un potente binocolo, avente le due componenti poste su un'orbita con un'eccentricità pari a 0,94 e orbitanti una attorno all'altra con periodi di 26,2 anni. La componente primaria, τ2 Lup A, è stata classificata come subgigante gialla di classe spettrale F4 e classe di luminosità IV, con una magnitudine apparente pari a 4,93 e un raggio pari 10,41 volte quello del Sole. La componente τ2 Lup B, la cui magnitudine apparente è +5,55, è invece stata classificata come A7:, con classe di luminosità, quindi, ancora da definire.